# Francisco Domingues
Francisco Miguel Teixeira Domingues (Lisboa, Portugal, 16 de abril de 2002) es un futbolista portugués que juega de defensa en el S. L. Benfica "B" de la Segunda División de Portugal.

## Trayectoria
Es canterano del S. L. Benfica, y firmó su primer contrato profesional con el club el 20 de febrero de 2020.
 El 12 de agosto de 2022 hizo su debut profesional con el Benfica B como suplente tardío en un empate 1-1 en la Segunda División de Portugal contra el C. D. Tondela.

## Estadísticas

### Clubes
Actualizado al último partido disputado el 26 de octubre de 2024.
| Club                       | Div.          | Temporada     | Liga  | Liga  | Copas nacionales | Copas nacionales | Copas internacionales | Copas internacionales | Total | Total |
| Club                       | Div.          | Temporada     | Part. | Goles | Part.            | Goles            | Part.                 | Goles                 | Part. | Goles |
| -------------------------- | ------------- | ------------- | ----- | ----- | ---------------- | ---------------- | --------------------- | --------------------- | ----- | ----- |
| S. L. Benfica "B" Portugal | 2.ª           | 2022-23       | 14    | 0     | —                | —                | —                     | —                     | 14    | 0     |
| S. L. Benfica "B" Portugal | 2.ª           | 2023-24       | 13    | 0     | —                | —                | —                     | —                     | 13    | 0     |
| S. L. Benfica "B" Portugal | 2.ª           | 2024-25       | 8     | 1     | —                | —                | —                     | —                     | 8     | 1     |
| S. L. Benfica "B" Portugal | Total club    | Total club    | 35    | 1     | 0                | 0                | 0                     | 0                     | 35    | 1     |
| Total carrera              | Total carrera | Total carrera | 35    | 1     | 0                | 0                | 0                     | 0                     | 35    | 1     |